# Mayrinax
Mayrinax is een subdialect van het Ts'ole'. Het Mayrinax wordt in het dorpje Chin-shui door 50 mensen gesproken.

## Classificatie
- Austronesische talen
  - Atayalische talen
    - Atayal
      - Ts'ole'
        - Mayrinax

## Grammatica
De wetenschapster Lillian M. Huang van de National Taiwan Normal University deed onderzoek rond het Mayrinax, in het bijzonder rond de deixis en de werkwoorden in dit dialect. Het Mayrinax is van alle Austronesische talen en dialecten die op Taiwan worden gesproken, een van de twee dialecten dat duidelijk onderscheid maakt tussen mannelijke en vrouwelijke vormen.